# Friuli Grave

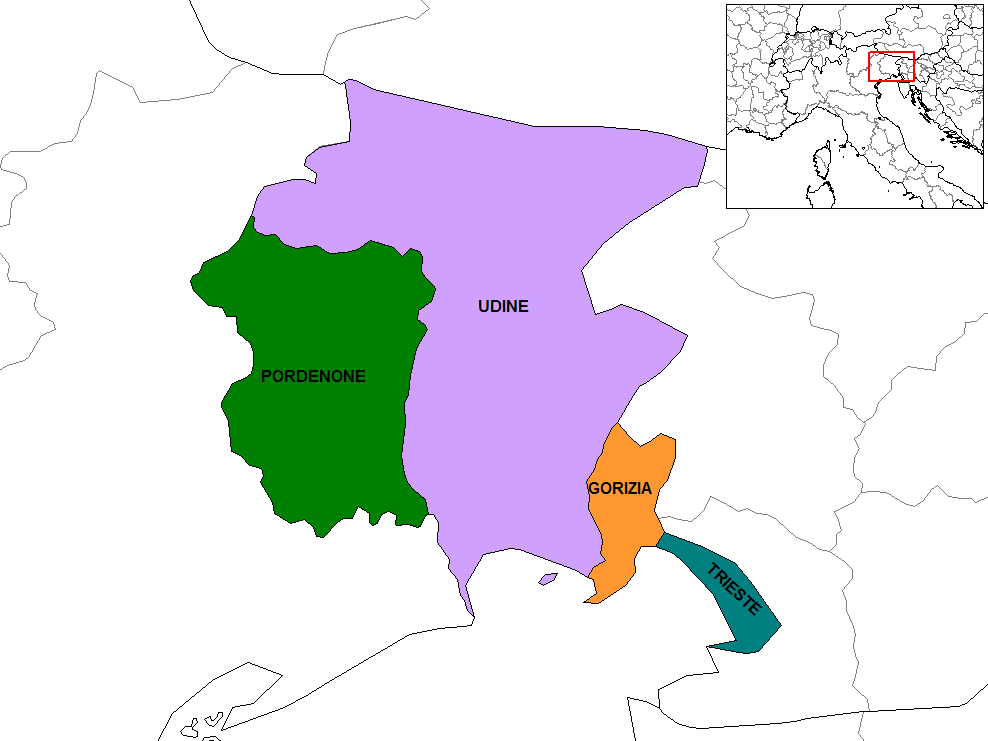

Le Friuli Grave est un vin italien produit dans la région Frioul-Vénétie Julienne, doté d'une appellation DOC depuis le 1er octobre 1985. Seuls ont droit à la DOC les vins récoltés à l'intérieur de l'aire de production définie par le décret.

## Aire de l'appellation
Les vignobles autorisés se situent en province de Pordenone et en province d'Udine.
En province de Pordenone dans les communes de Arba, Arzene, Aviano, Azzano Decimo, Brugnera, Budoia, Caneva, Casarsa della Delizia, Castelnovo del Friuli, Cavasso Nuovo, Cordenons, Fanna, Fiume Veneto, Fontanafredda, Maniago, Meduno, Montereale Valcellina, Pasiano di Pordenone, Pinzano al Tagliamento, Polcenigo, Porcia, Pordenone, Prata di Pordenone, Roveredo in Piano, Sacile, San Giorgio della Richinvelda, San Martino al Tagliamento, San Quirino, San Vito al Tagliamento, Sequals, Spilimbergo, Travesio, Vajont, Valvasone, Vivaro et Zoppola.
En province d'Udine dans les communes de Artegna, Bagnaria Arsa, Basiliano, Bertiolo, Bicinicco, Buja, Buttrio, Camino al Tagliamento, Campoformido, Cassacco, Castions di Strada, Chiopris-Viscone, Cividale del Friuli, Codroipo, Colloredo di Monte Albano, Corno di Rosazzo, Coseano, Dignano, Fagagna, Faedis, Flaibano, Gemona del Friuli, Gonars, Lestizza, Magnano in Riviera, Majano, Manzano, Martignacco, Mereto di Tomba, Moimacco, Mortegliano, Moruzzo, Osoppo, Pagnacco, Palmanova, Pasian di Prato, Pavia di Udine, Porpetto, Povoletto, Pozzuolo del Friuli, Pradamano, Premariacco, Ragogna, Reana del Rojale, Remanzacco, Rive d'Arcano, San Daniele del Friuli, San Giovanni al Natisone, Santa Maria la Longa, San Vito di Fagagna, Sedegliano, Talmassons, Tarcento, Tavagnacco, Treppo Grande, Tricesimo, Trivignano Udinese et Udine.
Les vignobles voisins sont Lison Pramaggiore, Colli Orientali del Friuli, Collio Goriziano, Friuli Latisana, Friuli Annia, Friuli Aquileia et Friuli Isonzo.

## Cépages
Les cépages les plus importants sont :
- Cabernet franc
- Cabernet Sauvignon
- Chardonnay
- Traminer aromatico
- Merlot
- Pinot bianco
- Pinot grigio
- Pinot nero
- Refosco dal peduncolo rosso
- riesling
- Sauvignon
- Friulano (ex Tokai friulano)
- Verduzzo Friulano,

## Vins, appellations
Sous l’appellation, les vins suivants sont autorisés :
- Friuli Grave Cabernet
- Friuli Grave Cabernet Sauvignon
- Friuli Grave Cabernet Sauvignon riserva
- Friuli Grave Cabernet Sauvignon superiore
- Friuli Grave Cabernet franc
- Friuli Grave Cabernet franc riserva
- Friuli Grave Cabernet franc superiore
- Friuli Grave Cabernet riserva
- Friuli Grave Cabernet superiore
- Friuli Grave Chardonnay
- Friuli Grave Chardonnay frizzante
- Friuli Grave Chardonnay riserva
- Friuli Grave Chardonnay superiore
- Friuli Grave Merlot
- Friuli Grave Merlot riserva
- Friuli Grave Merlot superiore
- Friuli Grave Pinot Bianco
- Friuli Grave Pinot Bianco frizzante
- Friuli Grave Pinot Bianco riserva
- Friuli Grave Pinot Bianco superiore
- Friuli Grave Pinot Grigio
- Friuli Grave Pinot Grigio riserva
- Friuli Grave Pinot Grigio superiore
- Friuli Grave Pinot Nero
- Friuli Grave Pinot Nero riserva
- Friuli Grave Pinot Nero superiore
- Friuli Grave Refosco dal peduncolo rosso
- Friuli Grave Refosco dal peduncolo rosso riserva
- Friuli Grave Refosco dal peduncolo rosso superiore
- Friuli Grave Riesling
- Friuli Grave Riesling riserva
- Friuli Grave Riesling superiore
- Friuli Grave Sauvignon
- Friuli Grave Sauvignon riserva
- Friuli Grave Sauvignon superiore
- Friuli Grave Friulano
- Friuli Grave Friulano riserva
- Friuli Grave Friulano superiore
- Friuli Grave Traminer aromatico
- Friuli Grave Traminer aromatico riserva
- Friuli Grave Traminer aromatico superiore
- Friuli Grave Verduzzo Friulano
- Friuli Grave Verduzzo Friulano frizzante
- Friuli Grave Verduzzo Friulano riserva
- Friuli Grave Verduzzo Friulano superiore
- Friuli Grave bianco
- Friuli Grave bianco riserva
- Friuli Grave bianco superiore
- Friuli Grave novello
- Friuli Grave rosato
- Friuli Grave rosato frizzante
- Friuli Grave rosso
- Friuli Grave rosso riserva
- Friuli Grave rosso superiore
- Friuli Grave spumante
- Friuli Grave spumante Chardonnay
- Friuli Grave spumante Pinot bianco
- Friuli Grave spumante Pinot nero